# Ingmar Bergman-archief

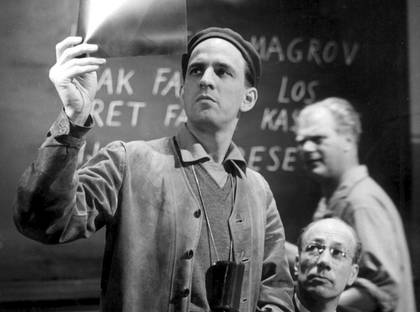
Ingmar Bergman

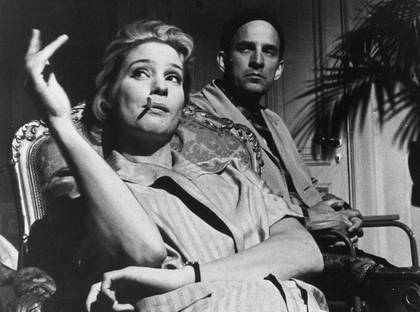
Ingmar Bergman en Ingrid Thulin tijdens het filmen van De grote stilte, waarvan het handgeschreven manuscript zich in het archief bevindt.

Het Ingmar Bergman-archief is een archief dat een overzicht biedt van 65 jaar uit de artistieke carrière van de Zweedse filmregisseur Ingmar Bergman, die gedurende vier decennia een van de belangrijkste regisseurs ter wereld was. De documenten in het archief tonen een complex beeld van het leven en werk van een groot filmmaker, wiens creativiteit ook in andere genres naar voren kwam.
Het archief werd in 2002 door Bergman zelf overgedragen aan het Zweeds Filminstituut, waarna de Ingmar Bergmanstichting werd opgericht. Het doel van de stichting is om Bergmans werk te conserveren en er meer informatie over te verschaffen. Het archief is sinds 2007 opgenomen in de Werelderfgoedlijst voor documenten.

## Achtergrond
Bergman startte zijn carrière in 1944 als regisseur bij het stedelijk theater van Helsingborg. Een jaar later maakte hij zijn eerste film. In totaal draaide hij er meer dan vijftig. Bergman heeft driemaal de Oscar voor Beste Niet-Engelstalige film gewonnen, met De maagdenbron, Als in een donkere spiegel en Fanny en Alexander. Die laatste film is psychologisch beïnvloed door de Zweedse schrijver August Strindberg, net zoals andere films van Bergman als Wilde aardbeien en De grote stilte. Vaak staan existentiële en metafysische vragen centraal in Bergmans films. Bergman werd in 1997 voor zijn belangrijke en invloedrijke oeuvre gelauwerd met de Gouden Palm der Palmen op het Filmfestival van Cannes.
Bergman regisseerde niet alleen films, maar ook toneel, opera en hoorspelen. Daarnaast was hij ook een belangrijk schrijver. Zijn scenario's en zijn autobiografie Laterna Magica werden in meer dan dertig talen vertaald.

## Inhoud van het erfgoed
Het archief bestaat uit originele, deels handgeschreven manuscripten, foto's, schetsen, aantekeningen, privé- en zakencorrespondentie en beeldmateriaal van het draaien van achttien van zijn films. Via de scripts krijgt men meer inzicht in het creatieve schrijfproces van begin tot eind. De gehele collectie toont ook Bergmans voortdurende esthetische zorg met betrekking tot theater, televisie en literatuur.